# Undis Blikken
Ragnhild Undis Blikken, född 7 maj 1914, död 22 januari 1992, var en norsk skridskoåkare, tillhörande Oslo Skøiteklubb. 